# Бутурлино (Нижегородская область)
Бутурлино́ — посёлок городского типа в Нижегородской области, административный центр Бутурлинского муниципального района и городского поселения рабочий посёлок Бутурлино.
Располагается в 121 км к юго-востоку от Нижнего Новгорода на реке Пьяне близ станции Смагино Горьковской железной дороги. Статус посёлка городского типа присвоен в 1977.

## Население

Памятник Фёдору Бутурлину

| 1959  | 1970  | 1979  | 1989  | 1999  | 2002  | 2008  | 2009  |
| ----- | ----- | ----- | ----- | ----- | ----- | ----- | ----- |
| 2242  | ↗4100 | ↗5790 | ↗6449 | ↗7400 | ↘6975 | ↘6680 | ↘6593 |
| 2010  | 2011  | 2012  | 2013  | 2014  | 2015  | 2016  | 2017  |
| ↘6412 | ↗6420 | ↘6394 | ↗6401 | ↘6388 | ↗6399 | ↘6368 | ↘6338 |
| 2018  | 2019  | 2020  | 2021  |       |       |       |       |
| ↗6388 | ↘6361 | ↘6347 | ↗6906 |       |       |       |       |

## История
Существует с XVI века, основано воеводой Фёдором Ивановичем Бутурлиным на мордовских землях по реке Пьяне, пожалованных ему в 1552 году Иваном IV за участие в походе на Казань. Было торговым селом, волостным центром в Княгининском уезде. Статус посёлка городского типа присвоен в 1977 году.
До наших дней сохранились народные названия разных частей Бутурлина (Каргала, Кетарша, Ерзовка, Базино), соответствующие одноименным поселкам, постепенно объединившихся в одно более крупное поселение.
В 50-70-х годах XVI века наблюдается массовый исход мордовских племен с этих земель. С одной стороны это объясняется открытой, незащищенной от казанских набегов местностью. С другой — постепенной колонизацией и христианизацией этих земель с приходом русского населения. Документы того времени гласят: «На запьянской мордве из недоимки…оброчных денег не взять, потому что та мордва разбежалися и тех денег взять не на ком…».
Во второй четверти XVII века в селе насчитывалось около 700 жителей. Владельцем села считался Роман Фёдорович Боборыкин.
В 1779—1797 и 1802—1923 годах административно входило в состав Княгининского уезда, в 1923—1929 годах — в состав Сергачского уезда.
Ночью 10 апреля 2013 года в Бутурлино произошел провал грунта. Образовалась воронка диаметром около 85 метров и глубиной 14 м, в которую сползли несколько жилых домов и хозпостройки.

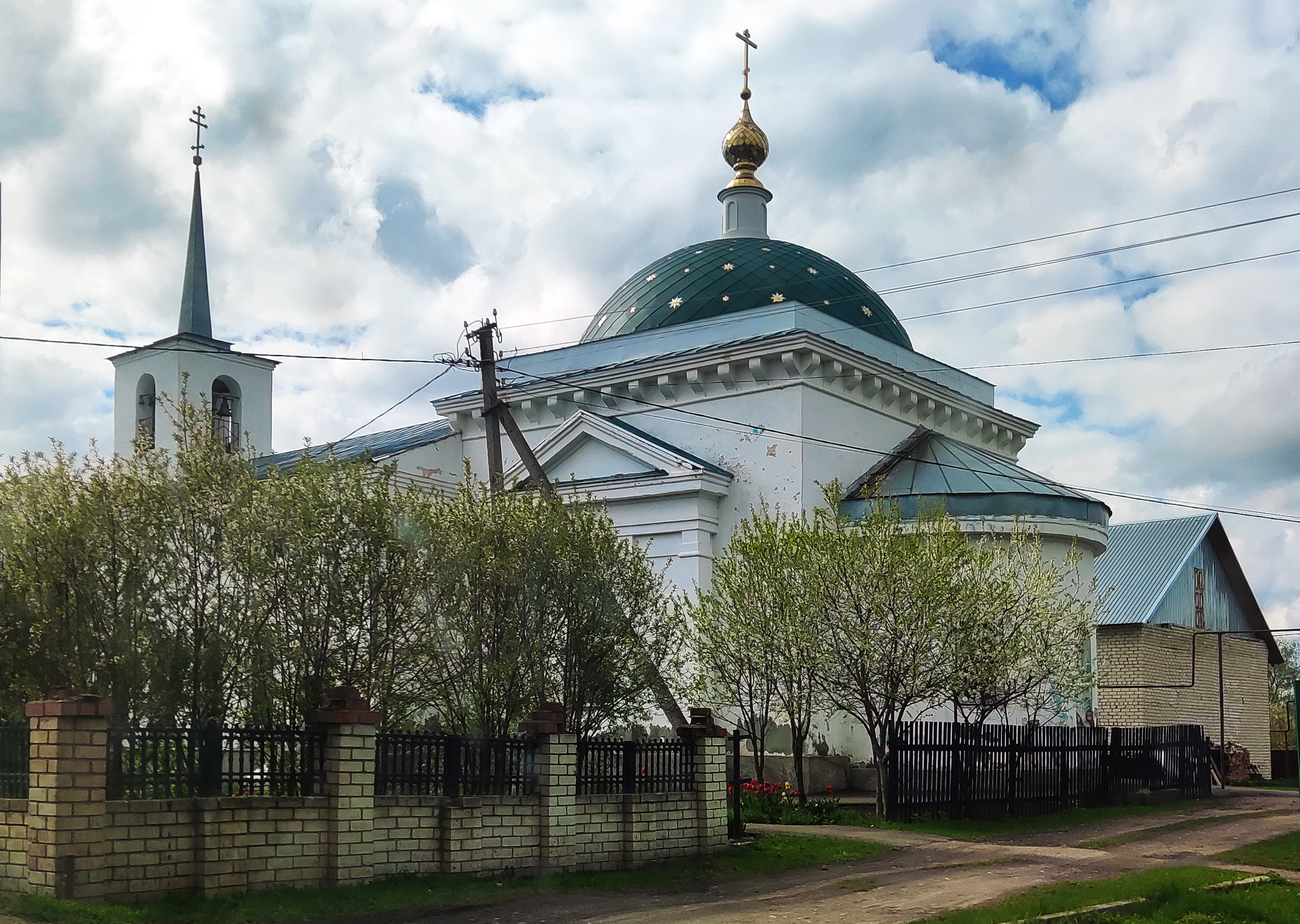
Церковь Сергия Радонежского

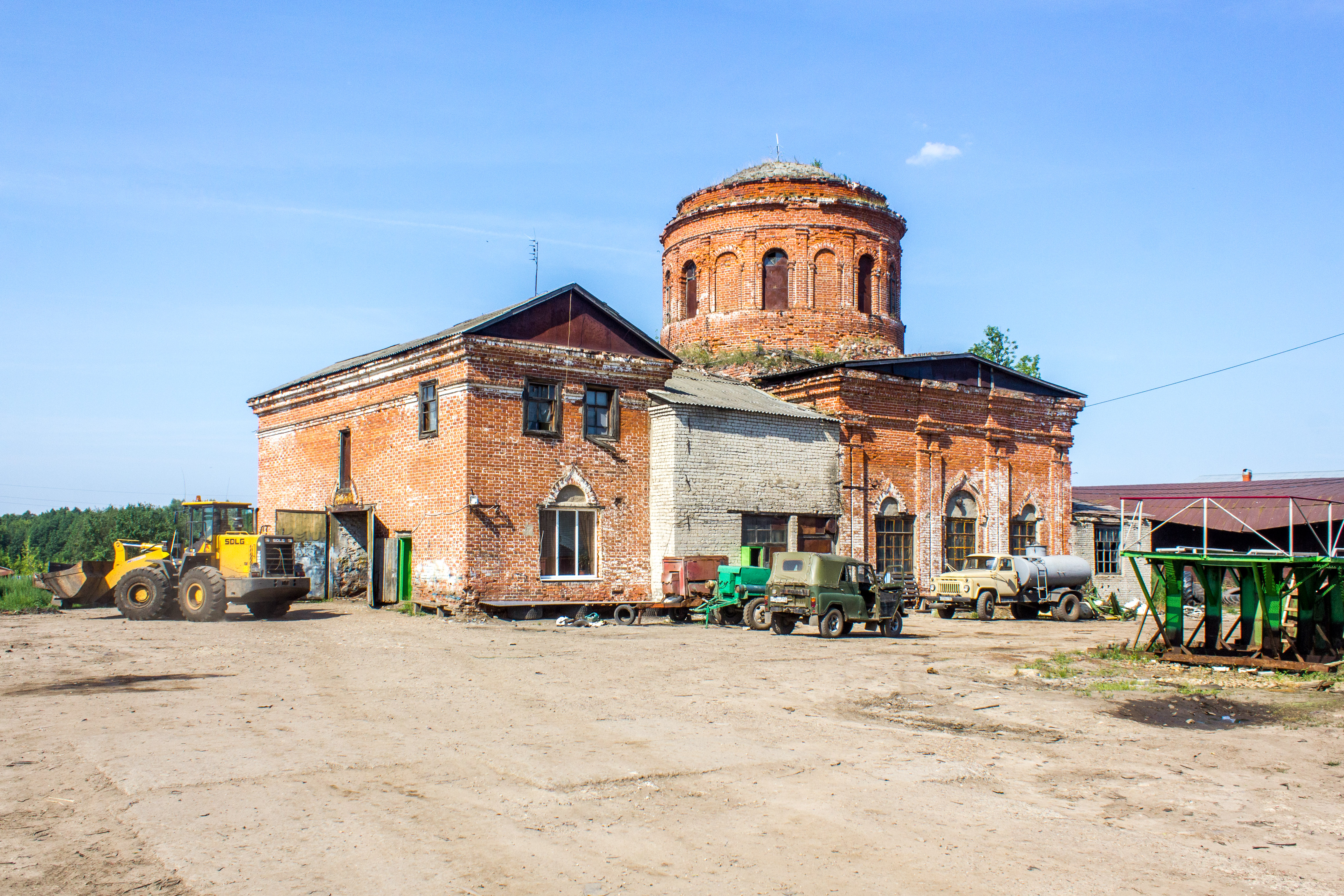
Церковь Владимирской иконы Божией Матери

## Религия
В посёлке имеется Церковь Сергия Радонежского, датированная 1837 годом и занесённая в списки памятников архитектуры местного значения.

## Знаменитые бутурлинцы
- Сергеев, Александр Михайлович (род. 1955) — российский физик, президент РАН.
- Казаков Евгений Петрович (род. 1934) — российский археолог, историк, доктор исторических наук, специалист по первобытной и средневековой археологии Волго-Уральского региона.
- Пурихов, Виктор Иванович (1941—2024) — советский и российский скульптор, заслуженный художник Российской Федерации